# Kintzheim
Kintzheim je francouzská obec v departementu Bas-Rhin v regionu Grand Est. V roce 2010 zde žilo 1 551 obyvatel.

## Vývoj počtu obyvatel
Počet obyvatel 